# Sachem
Sachem – nowela autorstwa Henryka Sienkiewicza, opublikowana na łamach dziennika „Słowo” w 1883 (po powrocie pisarza z podróży po Stanach Zjednoczonych). W 1889 wydana została w Pismach Henryka Sienkiewicza (tom XIX).

## Opis fabuły
Nowela opisuje losy indiańskiej osady o nazwie Chiavatta zniszczonej przez bezwzględnych białych (Niemców). Na jej miejscu powstała miejscowość Antylopa, w której życie toczyło się niezwykle przyjemnie, mieszkańcy jednak nie mieli świadomości, że ich siedziba położona jest na zgliszczach osady Indian. Pewnego dnia do Antylopy przyjechał z przedstawieniem cyrk. Miał w nim wystąpić sachem – wódz plemienia Czarnych Węży żyjącego niegdyś w Chiavatcie, ostatni z potomków wodza Czarnych Węży. Kiedy nadszedł czas występu wodza, zaczął on nieoczekiwanie śpiewać pieśń wojenną, lecz nie w języku indiańskim a niemieckim, był bowiem od dziecka wychowywany przez niemieckich pracowników cyrku. Widzowie zaczęli się bać, bowiem pieśń początkowo opisująca szczęśliwe życie Chiavatty, przekształciła się w opowieść o masakrze która się tam wydarzyła – Niemcy nocą zakradli się do Chiavatty i wymordowali wszystkich jej mieszkańców: kobiety, dzieci i starców, z wyjątkiem wojowników, którzy poszli na polowanie i jednego małego chłopca, który dziedziczył tron po Czarnym Sępie.
Wszyscy wpadli w panikę, słysząc koniec pieśni brzmiący: Z całego pokolenia zostało jedno dziecko. Było ono małe i słabe, ale przysięgło duchowi ziemi, że się zemści. Że ujrzy trupy białych mężów, niewiast, dzieci – pożogę, krew! i widząc, jak sachem wskakuje na drewnianego kozła stojącego pod żyrandolem z lampami naftowymi i unosi drąg jakby w zamiarze strącenia żyrandola i spalenia całego cyrku. Kiedy sachem nagle zniknął z pola widzenia, wśród zaskoczonej widowni zapadła śmiertelna cisza. Po chwili jednak pojawił się znowu, tym razem z blaszaną miską, prosząc o zapłatę za występ. Cała scena była w programie przedstawienia. Zebrani z ulgą zaczęli wrzucać pieniądze do miski.